# Liste der Nummer-eins-Hits in Belgien (2011)
Dies ist eine Liste der Nummer-eins-Hits in Belgien im Jahr 2011. Für die niederländischsprachigen Landesteile (Flandern) und die französischsprachigen Landesteile (Wallonie) werden getrennte Charts ermittelt. Veröffentlicht werden die Charts von Ultratop, das auf Initiative der Belgian Entertainment Association (BEA), der Vereinigung der Musik-, Film- und Spieleindustrie des Landes, entstanden ist.

## Flandern

### Singles
| ← 2010 ← | Liste der Nummer-eins-Hits in Belgien (Flandern) | Liste der Nummer-eins-Hits in Belgien (Flandern) | Liste der Nummer-eins-Hits in Belgien (Flandern) | 2012 →                    |
| \| Zeitraum \| Wo. ges. \| Interpret \| Titel Autor(en) \| Zusätzliche Informationen \| \| (Zeitraum, Wochen auf Platz eins, Interpret, Titel, Autor[en], zusätzliche Informationen) \| \| \| \| \| \| ----------------------------------------------------------------------------------------- \| -------- \| ------------------------------------- \| ------------------------------------------------------------------------------------------------------------------------------------------------------------------------------- \| ------------------------- \| \| 1. Januar 2011 – 21. Januar 2011 3 Wochen \| 3 \| Martin Solveig & Dragonette \| Hello Martin Solveig, Martina Sorbara \| – \| \| 22. Januar 2011 – 28. Januar 2011 1 Woche \| 1 \| DJ F.R.A.N.K. \| Discotex! (Yah!) Pieter Souer, Martinus Duiser, Gregory Elias \| – \| \| 29. Januar 2011 – 25. Februar 2011 4 Wochen \| 4 \| Adele \| Rolling in the Deep Paul Richard Epworth, Adele Laurie Blue Adkins \| – \| \| 26. Februar 2011 – 4. März 2011 1 Woche \| 1 \| Lady Gaga \| Born This Way Fernando Garibay, Paul Blair, Stefani Germanotta, Jeppe Breum Laursen \| – \| \| 5. März 2011 – 1. April 2011 4 Wochen \| 4 \| Jennifer Lopez feat. Pitbull \| On the Floor Armando Christian Perez, Nadir Khayat, Gonzalo Hermosa Gonzáles, Ulises Hermosa Gonzáles, Kinda Vivianne Hamid, Bilal Hajji, Achraf Jannusi, Geraldo Jacop Sandell \| – \| \| 2. April 2011 – 6. Mai 2011 5 Wochen \| 5 \| Idool 2011 Finalisten \| More to Me Ingrid Christina Mank, Roel Jozef Maria de Ruijter \| – \| \| 7. Mai 2011 – 13. Mai 2011 1 Woche \| 1 \| Jessie J feat. B.o.B \| Price Tag Lukasz Gottwald, Jessica Ellen Cornish, Claude Kelly, Bobby Ray Simmons Jr. \| – \| \| 14. Mai 2011 – 20. Mai 2011 1 Woche \| 1 \| LMFAO feat. Lauren Bennett & GoonRock \| Party Rock Anthem Stefan Kendal Gordy, Skyler Husten Gordy, David Jamahl Listenbee, Peter Henry Schroeder III \| – \| \| 21. Mai 2011 – 3. Juni 2011 2 Wochen \| 2 \| Adele \| Set Fire to the Rain Fraser Lance Thorneycroft Smith, Adele Laurie Blue Adkins \| – \| \| 4. Juni 2011 – 17. Juni 2011 2 Wochen \| 2 \| Kevin \| She’s Got Moves Ginger Flaherty Mackenzie, Marti Dodson, Ron Dohanetz \| – \| \| 18. Juni 2011 – 22. Juli 2011 5 Wochen \| 5 \| Pitbull feat. Ne-Yo, Afrojack & Nayer \| Give Me Everything Musik: Nick L. van de Wall; Text: Shaffer Smith, Armando Christian Pérez \| – \| \| 23. Juli 2011 – 19. August 2011 4 Wochen \| 4 \| Sak Noel \| Loca People (La gente está muy loca) Isaac Mahmood Noell \| – \| \| 20. August 2011 – 26. August 2011 1 Woche \| 1 \| Elisa Tovati & Tom Dice \| Il nous faut John Mamann, Tom Cyriel Eeckhout, Cécile Gabrié \| – \| \| 27. August 2011 – 18. November 2011 12 Wochen \| 12 \| Gotye feat. Kimbra \| Somebody That I Used to Know Walter Andre E. De Backer, Luiz Bonfá \| – \| \| 19. November 2011 – 9. Dezember 2011 3 Wochen (insgesamt 4) \| 4 \| Lykke Li \| I Follow Rivers Richard W. Nowels Jr., Björn Daniel Arne Yttling, Li Lykke Timotej Zachrisson \| – \| \| 10. Dezember 2011 – 6. Januar 2012 4 Wochen \| 4 \| Selah Sue & Tom Barman vs. The Subs \| Zanna Musik: Anna Domino; Text: Luc Jozef Eric Van Acker \| – \| |                                                  |                                                  | |                           |
| ← 2010 |                                                  |                                                  | | → 2012 →                  |
| Zeitraum | Wo. ges.                                         | Interpret                                        | Titel Autor(en) | Zusätzliche Informationen |
| (Zeitraum, Wochen auf Platz eins, Interpret, Titel, Autor[en], zusätzliche Informationen) |                                                  |                                                  | |                           |
| 1. Januar 2011 – 21. Januar 2011 3 Wochen | 3                                                | Martin Solveig & Dragonette                      | Hello Martin Solveig, Martina Sorbara | –                         |
| 22. Januar 2011 – 28. Januar 2011 1 Woche | 1                                                | DJ F.R.A.N.K.                                    | Discotex! (Yah!) Pieter Souer, Martinus Duiser, Gregory Elias | –                         |
| 29. Januar 2011 – 25. Februar 2011 4 Wochen | 4                                                | Adele                                            | Rolling in the Deep Paul Richard Epworth, Adele Laurie Blue Adkins | –                         |
| 26. Februar 2011 – 4. März 2011 1 Woche | 1                                                | Lady Gaga                                        | Born This Way Fernando Garibay, Paul Blair, Stefani Germanotta, Jeppe Breum Laursen                                                                                             | –                         |
| 5. März 2011 – 1. April 2011 4 Wochen | 4                                                | Jennifer Lopez feat. Pitbull                     | On the Floor Armando Christian Perez, Nadir Khayat, Gonzalo Hermosa Gonzáles, Ulises Hermosa Gonzáles, Kinda Vivianne Hamid, Bilal Hajji, Achraf Jannusi, Geraldo Jacop Sandell | –                         |
| 2. April 2011 – 6. Mai 2011 5 Wochen | 5                                                | Idool 2011 Finalisten                            | More to Me Ingrid Christina Mank, Roel Jozef Maria de Ruijter | –                         |
| 7. Mai 2011 – 13. Mai 2011 1 Woche | 1                                                | Jessie J feat. B.o.B                             | Price Tag Lukasz Gottwald, Jessica Ellen Cornish, Claude Kelly, Bobby Ray Simmons Jr.                                                                                           | –                         |
| 14. Mai 2011 – 20. Mai 2011 1 Woche | 1                                                | LMFAO feat. Lauren Bennett & GoonRock            | Party Rock Anthem Stefan Kendal Gordy, Skyler Husten Gordy, David Jamahl Listenbee, Peter Henry Schroeder III                                                                   | –                         |
| 21. Mai 2011 – 3. Juni 2011 2 Wochen | 2                                                | Adele                                            | Set Fire to the Rain Fraser Lance Thorneycroft Smith, Adele Laurie Blue Adkins                                                                                                  | –                         |
| 4. Juni 2011 – 17. Juni 2011 2 Wochen | 2                                                | Kevin                                            | She’s Got Moves Ginger Flaherty Mackenzie, Marti Dodson, Ron Dohanetz | –                         |
| 18. Juni 2011 – 22. Juli 2011 5 Wochen | 5                                                | Pitbull feat. Ne-Yo, Afrojack & Nayer            | Give Me Everything Musik: Nick L. van de Wall; Text: Shaffer Smith, Armando Christian Pérez                                                                                     | –                         |
| 23. Juli 2011 – 19. August 2011 4 Wochen | 4                                                | Sak Noel                                         | Loca People (La gente está muy loca) Isaac Mahmood Noell | –                         |
| 20. August 2011 – 26. August 2011 1 Woche | 1                                                | Elisa Tovati & Tom Dice                          | Il nous faut John Mamann, Tom Cyriel Eeckhout, Cécile Gabrié | –                         |
| 27. August 2011 – 18. November 2011 12 Wochen | 12                                               | Gotye feat. Kimbra                               | Somebody That I Used to Know Walter Andre E. De Backer, Luiz Bonfá | –                         |
| 19. November 2011 – 9. Dezember 2011 3 Wochen (insgesamt 4) | 4                                                | Lykke Li                                         | I Follow Rivers Richard W. Nowels Jr., Björn Daniel Arne Yttling, Li Lykke Timotej Zachrisson                                                                                   | –                         |
| 10. Dezember 2011 – 6. Januar 2012 4 Wochen | 4                                                | Selah Sue & Tom Barman vs. The Subs              | Zanna Musik: Anna Domino; Text: Luc Jozef Eric Van Acker | –                         |

### Alben
| ← 2010 ← | Liste der Nummer-eins-Hits in Belgien (Flandern) | Liste der Nummer-eins-Hits in Belgien (Flandern) | Liste der Nummer-eins-Hits in Belgien (Flandern) | 2012 →                    |
| \| Zeitraum \| Wo. ges. \| Interpret \| Titel \| Zusätzliche Informationen \| \| (Zeitraum, Wochen auf Platz eins, Interpret, Titel, zusätzliche Informationen) \| \| \| \| \| \| ------------------------------------------------------------------------------ \| -------- \| ------------- \| -------------------- \| ------------------------- \| \| 27. November 2010 – 28. Januar 2011 9 Wochen \| 9 \| Marco Borsato \| Dromen durven delen \| – \| \| 29. Januar 2011 – 4. Februar 2011 1 Woche \| 1 \| Bruno Mars \| Doo-Wops & Hooligans \| – \| \| 5. Februar 2011 – 18. Februar 2011 2 Wochen (insgesamt 38) \| 38 \| Adele \| 21 \| – \| \| 19. Februar 2011 – 25. Februar 2011 1 Woche \| 1 \| James Blake \| James Blake \| – \| \| 26. Februar 2011 – 11. März 2011 2 Wochen (insgesamt 38) \| 38 \| Adele \| 21 \| – \| \| 12. März 2011 – 18. März 2011 1 Woche \| 1 \| Milk Inc. \| Nomansland \| – \| \| 19. März 2011 – 15. April 2011 4 Wochen (insgesamt 6) \| 6 \| Selah Sue \| Selah Sue \| – \| \| 16. April 2011 – 22. April 2011 1 Woche \| 1 \| Foo Fighters \| Wasting Light \| – \| \| 23. April 2011 – 3. Juni 2011 6 Wochen (insgesamt 38) \| 38 \| Adele \| 21 \| – \| \| 4. Juni 2011 – 10. Juni 2011 1 Woche \| 1 \| Lady Gaga \| Born This Way \| – \| \| 11. Juni 2011 – 15. Juli 2011 5 Wochen (insgesamt 38) \| 38 \| Adele \| 21 \| – \| \| 16. Juli 2011 – 22. Juli 2011 1 Woche (insgesamt 6) \| 6 \| Selah Sue \| Selah Sue \| – \| \| 23. Juli 2011 – 29. Juli 2011 1 Woche \| 1 \| Christoff \| Christoff & vrienden \| – \| \| 30. Juli 2011 – 5. August 2011 1 Woche (insgesamt 6) \| 6 \| Selah Sue \| Selah Sue \| – \| \| 6. August 2011 – 23. September 2011 7 Wochen (insgesamt 38) \| 38 \| Adele \| 21 \| – \| \| 24. September 2011 – 7. Oktober 2011 2 Wochen \| 2 \| dEUS \| Keep You Close \| – \| \| 8. Oktober 2011 – 28. Oktober 2011 3 Wochen (insgesamt 38) \| 38 \| Adele \| 21 \| – \| \| 29. Oktober 2011 – 18. November 2011 3 Wochen \| 3 \| Coldplay \| Mylo Xyloto \| – \| \| 19. November 2011 – 2. Dezember 2011 2 Wochen (insgesamt 38) \| 38 \| Adele \| 21 \| – \| \| 3. Dezember 2011 – 9. Dezember 2011 1 Woche \| 1 \| K3 \| Eyo! \| – \| \| 10. Dezember 2011 – 3. Februar 2012 8 Wochen (insgesamt 38) \| 38 \| Adele \| 21 \| – \| |                                                  |                                                  |                                                  |                           |
| ← 2010 |                                                  |                                                  |                                                  | → 2012 →                  |
| Zeitraum | Wo. ges.                                         | Interpret                                        | Titel                                            | Zusätzliche Informationen |
| (Zeitraum, Wochen auf Platz eins, Interpret, Titel, zusätzliche Informationen) |                                                  |                                                  |                                                  |                           |
| 27. November 2010 – 28. Januar 2011 9 Wochen | 9                                                | Marco Borsato                                    | Dromen durven delen                              | –                         |
| 29. Januar 2011 – 4. Februar 2011 1 Woche | 1                                                | Bruno Mars                                       | Doo-Wops & Hooligans                             | –                         |
| 5. Februar 2011 – 18. Februar 2011 2 Wochen (insgesamt 38) | 38                                               | Adele                                            | 21                                               | –                         |
| 19. Februar 2011 – 25. Februar 2011 1 Woche | 1                                                | James Blake                                      | James Blake                                      | –                         |
| 26. Februar 2011 – 11. März 2011 2 Wochen (insgesamt 38) | 38                                               | Adele                                            | 21                                               | –                         |
| 12. März 2011 – 18. März 2011 1 Woche | 1                                                | Milk Inc.                                        | Nomansland                                       | –                         |
| 19. März 2011 – 15. April 2011 4 Wochen (insgesamt 6) | 6                                                | Selah Sue                                        | Selah Sue                                        | –                         |
| 16. April 2011 – 22. April 2011 1 Woche | 1                                                | Foo Fighters                                     | Wasting Light                                    | –                         |
| 23. April 2011 – 3. Juni 2011 6 Wochen (insgesamt 38) | 38                                               | Adele                                            | 21                                               | –                         |
| 4. Juni 2011 – 10. Juni 2011 1 Woche | 1                                                | Lady Gaga                                        | Born This Way                                    | –                         |
| 11. Juni 2011 – 15. Juli 2011 5 Wochen (insgesamt 38) | 38                                               | Adele                                            | 21                                               | –                         |
| 16. Juli 2011 – 22. Juli 2011 1 Woche (insgesamt 6) | 6                                                | Selah Sue                                        | Selah Sue                                        | –                         |
| 23. Juli 2011 – 29. Juli 2011 1 Woche | 1                                                | Christoff                                        | Christoff & vrienden                             | –                         |
| 30. Juli 2011 – 5. August 2011 1 Woche (insgesamt 6) | 6                                                | Selah Sue                                        | Selah Sue                                        | –                         |
| 6. August 2011 – 23. September 2011 7 Wochen (insgesamt 38) | 38                                               | Adele                                            | 21                                               | –                         |
| 24. September 2011 – 7. Oktober 2011 2 Wochen | 2                                                | dEUS                                             | Keep You Close                                   | –                         |
| 8. Oktober 2011 – 28. Oktober 2011 3 Wochen (insgesamt 38) | 38                                               | Adele                                            | 21                                               | –                         |
| 29. Oktober 2011 – 18. November 2011 3 Wochen | 3                                                | Coldplay                                         | Mylo Xyloto                                      | –                         |
| 19. November 2011 – 2. Dezember 2011 2 Wochen (insgesamt 38) | 38                                               | Adele                                            | 21                                               | –                         |
| 3. Dezember 2011 – 9. Dezember 2011 1 Woche | 1                                                | K3                                               | Eyo!                                             | –                         |
| 10. Dezember 2011 – 3. Februar 2012 8 Wochen (insgesamt 38) | 38                                               | Adele                                            | 21                                               | –                         |

### Jahreshitparaden
| ← 2010 ← | Liste der Nummer-eins-Hits in Belgien (Flandern) | Liste der Nummer-eins-Hits in Belgien (Flandern) | Liste der Nummer-eins-Hits in Belgien (Flandern) | 2012 →   |
| \| Singles \| Position# \| Alben \| \| ------------------------------------------------------------------------------------------------------------------------------------------------------------------------------------------------------------ \| --------- \| ------------------------------------- \| \| Somebody That I Used to Know Gotye feat. Kimbra Walter Andre E. De Backer, Luiz Bonfá \| 1 \| 21 Adele \| \| Rolling in the Deep Adele Paul Richard Epworth, Adele Laurie Blue Adkins \| 2 \| Selah Sue \| \| Set Fire to the Rain Adele Fraser Lance Thorneycroft Smith, Adele Laurie Blue Adkins \| 3 \| The Night Before Hooverphonic \| \| Party Rock Anthem LMFAO feat. Lauren Bennett & GoonRock Stefan Kendal Gordy, Skyler Husten Gordy, David Jamahl Listenbee, Peter Henry Schroeder III \| 4 \| Dromen durven delen Marco Borsato \| \| Someone like You Adele Adele Laurie Blue Adkins, Daniel D. Wilson \| 5 \| Doo-Wops & Hooligans Bruno Mars \| \| Give Me Everything Pitbull feat. Ne-Yo, Afrojack & Nayer Musik: Nick L. van de Wall; Text: Shaffer Smith, Armando Christian Pérez \| 6 \| All This Dancin’ Around Triggerfinger \| \| I Follow Rivers Lykke Li Richard W. Nowels Jr., Björn Daniel Arne Yttling, Li Lykke Timotej Zachrisson \| 7 \| Mylo Xyloto Coldplay \| \| On the Floor Jennifer Lopez feat. Pitbull Armando Christian Perez, Nadir Khayat, Gonzalo Hermosa Gonzáles, Ulises Hermosa Gonzáles, Kinda Vivianne Hamid, Bilal Hajji, Achraf Jannusi, Geraldo Jacop Sandell \| 8 \| Loud Rihanna \| \| Sweat Snoop Dogg vs. David Guetta Calvin Broadus, Niles Holowell-Dhar, David Singer Vine \| 9 \| Wasting Light Foo Fighters \| \| Riverside Agnes Obel Agnes Caroline Thaarup Obel \| 10 \| Making Mirrors Gotye \| |                                                  |                                                  |                                                  |          |
| ← 2010 |                                                  |                                                  |                                                  | → 2012 → |
| Singles | Position#                                        | Alben                                            |                                                  |          |
| Somebody That I Used to Know Gotye feat. Kimbra Walter Andre E. De Backer, Luiz Bonfá | 1                                                | 21 Adele                                         |                                                  |          |
| Rolling in the Deep Adele Paul Richard Epworth, Adele Laurie Blue Adkins | 2                                                | Selah Sue                                        |                                                  |          |
| Set Fire to the Rain Adele Fraser Lance Thorneycroft Smith, Adele Laurie Blue Adkins | 3                                                | The Night Before Hooverphonic                    |                                                  |          |
| Party Rock Anthem LMFAO feat. Lauren Bennett & GoonRock Stefan Kendal Gordy, Skyler Husten Gordy, David Jamahl Listenbee, Peter Henry Schroeder III | 4                                                | Dromen durven delen Marco Borsato                |                                                  |          |
| Someone like You Adele Adele Laurie Blue Adkins, Daniel D. Wilson | 5                                                | Doo-Wops & Hooligans Bruno Mars                  |                                                  |          |
| Give Me Everything Pitbull feat. Ne-Yo, Afrojack & Nayer Musik: Nick L. van de Wall; Text: Shaffer Smith, Armando Christian Pérez | 6                                                | All This Dancin’ Around Triggerfinger            |                                                  |          |
| I Follow Rivers Lykke Li Richard W. Nowels Jr., Björn Daniel Arne Yttling, Li Lykke Timotej Zachrisson | 7                                                | Mylo Xyloto Coldplay                             |                                                  |          |
| On the Floor Jennifer Lopez feat. Pitbull Armando Christian Perez, Nadir Khayat, Gonzalo Hermosa Gonzáles, Ulises Hermosa Gonzáles, Kinda Vivianne Hamid, Bilal Hajji, Achraf Jannusi, Geraldo Jacop Sandell | 8                                                | Loud Rihanna                                     |                                                  |          |
| Sweat Snoop Dogg vs. David Guetta Calvin Broadus, Niles Holowell-Dhar, David Singer Vine | 9                                                | Wasting Light Foo Fighters                       |                                                  |          |
| Riverside Agnes Obel Agnes Caroline Thaarup Obel | 10                                               | Making Mirrors Gotye                             |                                                  |          |

## Wallonien

### Singles
| ← 2010 ← | Liste der Nummer-eins-Hits in Belgien (Wallonie) | Liste der Nummer-eins-Hits in Belgien (Wallonie) | Liste der Nummer-eins-Hits in Belgien (Wallonie) | 2012 →                    |
| \| Zeitraum \| Wo. ges. \| Interpret \| Titel Autor(en) \| Zusätzliche Informationen \| \| (Zeitraum, Wochen auf Platz eins, Interpret, Titel, Autor[en], zusätzliche Informationen) \| \| \| \| \| \| ----------------------------------------------------------------------------------------- \| -------- \| ------------------------------------- \| ------------------------------------------------------------------------------------------------------------------------------------------------------------------------------- \| ------------------------- \| \| 27. November 2010 – 14. Januar 2011 7 Wochen \| 7 \| The Black Eyed Peas \| The Time (Dirty Bit) Will Adams, Allan Apll Pineda, Jaime Luis Gomez, Stacy Ferguson, Adam Charles Wood Freeland, Alexander Charles Lachlan Drury \| – \| \| 15. Januar 2011 – 21. Januar 2011 1 Woche \| 1 \| David Guetta feat. Rihanna \| Who’s That Chick? Frederic Jean Riesterer, David Guetta, Giorgio H. Tuinfort, Kinda Vivianne Hamid, Madonna L. Ciccone, Patrick Raymond Leonard \| – \| \| 22. Januar 2011 – 28. Januar 2011 1 Woche \| 1 \| Britney Spears \| Hold It Against Me Max Martin, Lukasz Gottwald, Bonnie Leigh McKee, Mathieu Jomphe-Lepine \| – \| \| 29. Januar 2011 – 4. Februar 2011 1 Woche \| 1 \| Adele \| Rolling in the Deep Paul Richard Epworth, Adele Laurie Blue Adkins \| – \| \| 5. Februar 2011 – 11. März 2011 5 Wochen \| 5 \| Israel Kamakawiwoʻole \| Somewhere over the Rainbow / What a Wonderful World Harold Arlen, George Douglas, E. Y. Harburg, George David Weiss \| – \| \| 12. März 2011 – 1. April 2011 3 Wochen (insgesamt 4) \| 4 \| Jennifer Lopez feat. Pitbull \| On the Floor Armando Christian Perez, Nadir Khayat, Gonzalo Hermosa Gonzáles, Ulises Hermosa Gonzáles, Kinda Vivianne Hamid, Bilal Hajji, Achraf Jannusi, Geraldo Jacop Sandell \| – \| \| 2. April 2011 – 8. April 2011 1 Woche (insgesamt 5) \| 5 \| Snoop Dogg vs. David Guetta \| Sweat Calvin Broadus, Niles Holowell-Dhar, David Singer Vine \| – \| \| 9. April 2011 – 15. April 2011 1 Woche (insgesamt 4) \| 4 \| Jennifer Lopez feat. Pitbull \| On the Floor Armando Christian Perez, Nadir Khayat, Gonzalo Hermosa Gonzáles, Ulises Hermosa Gonzáles, Kinda Vivianne Hamid, Bilal Hajji, Achraf Jannusi, Geraldo Jacop Sandell \| – \| \| 16. April 2011 – 6. Mai 2011 3 Wochen (insgesamt 5) \| 5 \| Snoop Dogg vs. David Guetta \| Sweat Calvin Broadus, Niles Holowell-Dhar, David Singer Vine \| – \| \| 7. Mai 2011 – 27. Mai 2011 3 Wochen \| 3 \| Jessie J feat. B.o.B \| Price Tag Lukasz Gottwald, Jessica Ellen Cornish, Claude Kelly, Bobby Ray Simmons Jr. \| – \| \| 28. Mai 2011 – 3. Juni 2011 1 Woche (insgesamt 5) \| 5 \| Snoop Dogg vs. David Guetta \| Sweat Calvin Broadus, Niles Holowell-Dhar, David Singer Vine \| – \| \| 4. Juni 2011 – 17. Juni 2011 2 Wochen (insgesamt 3) \| 3 \| Mickaël Miro \| L’horloge tourne Musik: Mickaël Cohen; Text: Mareike Plota, Mickaël Cohen \| – \| \| 18. Juni 2011 – 1. Juli 2011 2 Wochen (insgesamt 5) \| 5 \| Pitbull feat. Ne-Yo, Afrojack & Nayer \| Give Me Everything Musik: Nick L. van de Wall; Text: Shaffer Smith, Armando Christian Pérez \| – \| \| 2. Juli 2011 – 8. Juli 2011 1 Woche (insgesamt 3) \| 3 \| Mickaël Miro \| L’horloge tourne Musik: Mickaël Cohen; Text: Mareike Plota, Mickaël Cohen \| – \| \| 9. Juli 2011 – 29. Juli 2011 3 Wochen (insgesamt 5) \| 5 \| Pitbull feat. Ne-Yo, Afrojack & Nayer \| Give Me Everything Musik: Nick L. van de Wall; Text: Shaffer Smith, Armando Christian Pérez \| – \| \| 30. Juli 2011 – 19. August 2011 3 Wochen \| 3 \| Adele \| Set Fire to the Rain Fraser Lance Thorneycroft Smith, Adele Laurie Blue Adkins \| – \| \| 20. August 2011 – 2. September 2011 2 Wochen \| 2 \| Elisa Tovati & Tom Dice \| Il nous faut John Mamann, Tom Cyriel Eeckhout, Cécile Gabrié \| – \| \| 3. September 2011 – 14. Oktober 2011 6 Wochen \| 6 \| Mika \| Elle me dit Michael Holbrook Penniman, Laurent Lescarret \| – \| \| 15. Oktober 2011 – 21. Oktober 2011 1 Woche \| 1 \| Adele \| Someone like You Adele Laurie Blue Adkins, Daniel D. Wilson \| – \| \| 22. Oktober 2011 – 23. Dezember 2011 9 Wochen \| 9 \| Lykke Li \| I Follow Rivers Richard W. Nowels Jr., Björn Daniel Arne Yttling, Li Lykke Timotej Zachrisson \| – \| \| 24. Dezember 2011 – 6. Januar 2012 2 Wochen (insgesamt 4) \| 4 \| Shakira \| Je l’aime à mourir Francis Christian Cabrel \| – \| |                                                  |                                                  | |                           |
| ← 2010 |                                                  |                                                  | | → 2012 →                  |
| Zeitraum | Wo. ges.                                         | Interpret                                        | Titel Autor(en) | Zusätzliche Informationen |
| (Zeitraum, Wochen auf Platz eins, Interpret, Titel, Autor[en], zusätzliche Informationen) |                                                  |                                                  | |                           |
| 27. November 2010 – 14. Januar 2011 7 Wochen | 7                                                | The Black Eyed Peas                              | The Time (Dirty Bit) Will Adams, Allan Apll Pineda, Jaime Luis Gomez, Stacy Ferguson, Adam Charles Wood Freeland, Alexander Charles Lachlan Drury                               | –                         |
| 15. Januar 2011 – 21. Januar 2011 1 Woche | 1                                                | David Guetta feat. Rihanna                       | Who’s That Chick? Frederic Jean Riesterer, David Guetta, Giorgio H. Tuinfort, Kinda Vivianne Hamid, Madonna L. Ciccone, Patrick Raymond Leonard                                 | –                         |
| 22. Januar 2011 – 28. Januar 2011 1 Woche | 1                                                | Britney Spears                                   | Hold It Against Me Max Martin, Lukasz Gottwald, Bonnie Leigh McKee, Mathieu Jomphe-Lepine                                                                                       | –                         |
| 29. Januar 2011 – 4. Februar 2011 1 Woche | 1                                                | Adele                                            | Rolling in the Deep Paul Richard Epworth, Adele Laurie Blue Adkins | –                         |
| 5. Februar 2011 – 11. März 2011 5 Wochen | 5                                                | Israel Kamakawiwoʻole                            | Somewhere over the Rainbow / What a Wonderful World Harold Arlen, George Douglas, E. Y. Harburg, George David Weiss                                                             | –                         |
| 12. März 2011 – 1. April 2011 3 Wochen (insgesamt 4) | 4                                                | Jennifer Lopez feat. Pitbull                     | On the Floor Armando Christian Perez, Nadir Khayat, Gonzalo Hermosa Gonzáles, Ulises Hermosa Gonzáles, Kinda Vivianne Hamid, Bilal Hajji, Achraf Jannusi, Geraldo Jacop Sandell | –                         |
| 2. April 2011 – 8. April 2011 1 Woche (insgesamt 5) | 5                                                | Snoop Dogg vs. David Guetta                      | Sweat Calvin Broadus, Niles Holowell-Dhar, David Singer Vine | –                         |
| 9. April 2011 – 15. April 2011 1 Woche (insgesamt 4) | 4                                                | Jennifer Lopez feat. Pitbull                     | On the Floor Armando Christian Perez, Nadir Khayat, Gonzalo Hermosa Gonzáles, Ulises Hermosa Gonzáles, Kinda Vivianne Hamid, Bilal Hajji, Achraf Jannusi, Geraldo Jacop Sandell | –                         |
| 16. April 2011 – 6. Mai 2011 3 Wochen (insgesamt 5) | 5                                                | Snoop Dogg vs. David Guetta                      | Sweat Calvin Broadus, Niles Holowell-Dhar, David Singer Vine | –                         |
| 7. Mai 2011 – 27. Mai 2011 3 Wochen | 3                                                | Jessie J feat. B.o.B                             | Price Tag Lukasz Gottwald, Jessica Ellen Cornish, Claude Kelly, Bobby Ray Simmons Jr.                                                                                           | –                         |
| 28. Mai 2011 – 3. Juni 2011 1 Woche (insgesamt 5) | 5                                                | Snoop Dogg vs. David Guetta                      | Sweat Calvin Broadus, Niles Holowell-Dhar, David Singer Vine | –                         |
| 4. Juni 2011 – 17. Juni 2011 2 Wochen (insgesamt 3) | 3                                                | Mickaël Miro                                     | L’horloge tourne Musik: Mickaël Cohen; Text: Mareike Plota, Mickaël Cohen | –                         |
| 18. Juni 2011 – 1. Juli 2011 2 Wochen (insgesamt 5) | 5                                                | Pitbull feat. Ne-Yo, Afrojack & Nayer            | Give Me Everything Musik: Nick L. van de Wall; Text: Shaffer Smith, Armando Christian Pérez                                                                                     | –                         |
| 2. Juli 2011 – 8. Juli 2011 1 Woche (insgesamt 3) | 3                                                | Mickaël Miro                                     | L’horloge tourne Musik: Mickaël Cohen; Text: Mareike Plota, Mickaël Cohen | –                         |
| 9. Juli 2011 – 29. Juli 2011 3 Wochen (insgesamt 5) | 5                                                | Pitbull feat. Ne-Yo, Afrojack & Nayer            | Give Me Everything Musik: Nick L. van de Wall; Text: Shaffer Smith, Armando Christian Pérez                                                                                     | –                         |
| 30. Juli 2011 – 19. August 2011 3 Wochen | 3                                                | Adele                                            | Set Fire to the Rain Fraser Lance Thorneycroft Smith, Adele Laurie Blue Adkins                                                                                                  | –                         |
| 20. August 2011 – 2. September 2011 2 Wochen | 2                                                | Elisa Tovati & Tom Dice                          | Il nous faut John Mamann, Tom Cyriel Eeckhout, Cécile Gabrié | –                         |
| 3. September 2011 – 14. Oktober 2011 6 Wochen | 6                                                | Mika                                             | Elle me dit Michael Holbrook Penniman, Laurent Lescarret | –                         |
| 15. Oktober 2011 – 21. Oktober 2011 1 Woche | 1                                                | Adele                                            | Someone like You Adele Laurie Blue Adkins, Daniel D. Wilson | –                         |
| 22. Oktober 2011 – 23. Dezember 2011 9 Wochen | 9                                                | Lykke Li                                         | I Follow Rivers Richard W. Nowels Jr., Björn Daniel Arne Yttling, Li Lykke Timotej Zachrisson                                                                                   | –                         |
| 24. Dezember 2011 – 6. Januar 2012 2 Wochen (insgesamt 4) | 4                                                | Shakira                                          | Je l’aime à mourir Francis Christian Cabrel | –                         |

### Alben
| ← 2010 ← | Liste der Nummer-eins-Hits in Belgien (Wallonie) | Liste der Nummer-eins-Hits in Belgien (Wallonie) | Liste der Nummer-eins-Hits in Belgien (Wallonie) | 2012 →                    |
| \| Zeitraum \| Wo. ges. \| Interpret \| Titel \| Zusätzliche Informationen \| \| (Zeitraum, Wochen auf Platz eins, Interpret, Titel, zusätzliche Informationen) \| \| \| \| \| \| ------------------------------------------------------------------------------ \| -------- \| --------------- \| --------------------------------- \| ------------------------- \| \| 25. Dezember 2010 – 28. Januar 2011 5 Wochen \| 5 \| Les Enfoirés \| Le meilleur des Enfoirés – 20 ans \| – \| \| 29. Januar 2011 – 11. Februar 2011 2 Wochen \| 2 \| Indochine \| Putain de stade \| – \| \| 12. Februar 2011 – 18. März 2011 5 Wochen \| 5 \| Nolwenn Leroy \| Bretonne \| – \| \| 19. März 2011 – 8. April 2011 3 Wochen (insgesamt 5) \| 5 \| Les Enfoirés \| 2011: Dans l’œil des Enfoirés \| – \| \| 9. April 2011 – 15. April 2011 1 Woche \| 1 \| Johnny Hallyday \| Jamais seul \| – \| \| 16. April 2011 – 29. April 2011 2 Wochen (insgesamt 5) \| 5 \| Les Enfoirés \| 2011: Dans l'œil des Enfoirés \| – \| \| 30. April 2011 – 27. Mai 2011 4 Wochen \| 4 \| Agnes Obel \| Philharmonics \| – \| \| 28. Mai 2011 – 3. Juni 2011 1 Woche \| 1 \| Les Prêtres \| Gloria \| – \| \| 4. Juni 2011 – 1. Juli 2011 4 Wochen \| 4 \| Lady Gaga \| Born This Way \| – \| \| 2. Juli 2011 – 12. August 2011 6 Wochen \| 6 \| Selah Sue \| Selah Sue \| – \| \| 13. August 2011 – 2. September 2011 3 Wochen (insgesamt 14) \| 14 \| Adele \| 21 \| – \| \| 3. September 2011 – 7. Oktober 2011 5 Wochen \| 5 \| David Guetta \| Nothing but the Beat \| – \| \| 8. Oktober 2011 – 14. Oktober 2011 1 Woche \| 1 \| Christophe Maé \| On trace la route - Le live \| – \| \| 15. Oktober 2011 – 28. Oktober 2011 2 Wochen (insgesamt 14) \| 14 \| Adele \| 21 \| – \| \| 29. Oktober 2011 – 18. November 2011 3 Wochen \| 3 \| Coldplay \| Mylo Xyloto \| – \| \| 19. November 2011 – 2. Dezember 2011 2 Wochen \| 2 \| Julien Clerc \| Fou, peut-être \| – \| \| 3. Dezember 2011 – 9. Dezember 2011 1 Woche (insgesamt 14) \| 14 \| Adele \| 21 \| – \| \| 10. Dezember 2011 – 16. Dezember 2011 1 Woche (insgesamt 2) \| 2 \| Laurent Voulzy \| Lys & Love \| – \| \| 17. Dezember 2011 – 23. Dezember 2011 1 Woche (insgesamt 14) \| 14 \| Adele \| 21 \| – \| \| 24. Dezember 2011 – 30. Dezember 2011 1 Woche \| 1 \| Laurent Voulzy \| Lys & Love \| – \| \| 31. Dezember 2011 – 3. Februar 2012 5 Wochen (insgesamt 14) \| 14 \| Adele \| 21 \| – \| |                                                  |                                                  |                                                  |                           |
| ← 2010 |                                                  |                                                  |                                                  | → 2012 →                  |
| Zeitraum | Wo. ges.                                         | Interpret                                        | Titel                                            | Zusätzliche Informationen |
| (Zeitraum, Wochen auf Platz eins, Interpret, Titel, zusätzliche Informationen) |                                                  |                                                  |                                                  |                           |
| 25. Dezember 2010 – 28. Januar 2011 5 Wochen | 5                                                | Les Enfoirés                                     | Le meilleur des Enfoirés – 20 ans                | –                         |
| 29. Januar 2011 – 11. Februar 2011 2 Wochen | 2                                                | Indochine                                        | Putain de stade                                  | –                         |
| 12. Februar 2011 – 18. März 2011 5 Wochen | 5                                                | Nolwenn Leroy                                    | Bretonne                                         | –                         |
| 19. März 2011 – 8. April 2011 3 Wochen (insgesamt 5) | 5                                                | Les Enfoirés                                     | 2011: Dans l’œil des Enfoirés                    | –                         |
| 9. April 2011 – 15. April 2011 1 Woche | 1                                                | Johnny Hallyday                                  | Jamais seul                                      | –                         |
| 16. April 2011 – 29. April 2011 2 Wochen (insgesamt 5) | 5                                                | Les Enfoirés                                     | 2011: Dans l'œil des Enfoirés                    | –                         |
| 30. April 2011 – 27. Mai 2011 4 Wochen | 4                                                | Agnes Obel                                       | Philharmonics                                    | –                         |
| 28. Mai 2011 – 3. Juni 2011 1 Woche | 1                                                | Les Prêtres                                      | Gloria                                           | –                         |
| 4. Juni 2011 – 1. Juli 2011 4 Wochen | 4                                                | Lady Gaga                                        | Born This Way                                    | –                         |
| 2. Juli 2011 – 12. August 2011 6 Wochen | 6                                                | Selah Sue                                        | Selah Sue                                        | –                         |
| 13. August 2011 – 2. September 2011 3 Wochen (insgesamt 14) | 14                                               | Adele                                            | 21                                               | –                         |
| 3. September 2011 – 7. Oktober 2011 5 Wochen | 5                                                | David Guetta                                     | Nothing but the Beat                             | –                         |
| 8. Oktober 2011 – 14. Oktober 2011 1 Woche | 1                                                | Christophe Maé                                   | On trace la route - Le live                      | –                         |
| 15. Oktober 2011 – 28. Oktober 2011 2 Wochen (insgesamt 14) | 14                                               | Adele                                            | 21                                               | –                         |
| 29. Oktober 2011 – 18. November 2011 3 Wochen | 3                                                | Coldplay                                         | Mylo Xyloto                                      | –                         |
| 19. November 2011 – 2. Dezember 2011 2 Wochen | 2                                                | Julien Clerc                                     | Fou, peut-être                                   | –                         |
| 3. Dezember 2011 – 9. Dezember 2011 1 Woche (insgesamt 14) | 14                                               | Adele                                            | 21                                               | –                         |
| 10. Dezember 2011 – 16. Dezember 2011 1 Woche (insgesamt 2) | 2                                                | Laurent Voulzy                                   | Lys & Love                                       | –                         |
| 17. Dezember 2011 – 23. Dezember 2011 1 Woche (insgesamt 14) | 14                                               | Adele                                            | 21                                               | –                         |
| 24. Dezember 2011 – 30. Dezember 2011 1 Woche | 1                                                | Laurent Voulzy                                   | Lys & Love                                       | –                         |
| 31. Dezember 2011 – 3. Februar 2012 5 Wochen (insgesamt 14) | 14                                               | Adele                                            | 21                                               | –                         |

### Jahreshitparaden
| ← 2010 ← | Liste der Nummer-eins-Hits in Belgien (Wallonie) | Liste der Nummer-eins-Hits in Belgien (Wallonie) | Liste der Nummer-eins-Hits in Belgien (Wallonie) | 2012 →   |
| \| Singles \| Position# \| Alben \| \| ------------------------------------------------------------------------------------------------------------------------------------------------------------------------------------------------------------ \| --------- \| ---------------------------------------------- \| \| Rolling in the Deep Adele Paul Richard Epworth, Adele Laurie Blue Adkins \| 1 \| 21 Adele \| \| Somewhere over the Rainbow / What a Wonderful World Israel Kamakawiwoʻole Harold Arlen, George Douglas, E. Y. Harburg, George David Weiss \| 2 \| 2011: Dans l’œil des Enfoirés Les Enfoirés \| \| Party Rock Anthem LMFAO feat. Lauren Bennett & GoonRock Stefan Kendal Gordy, Skyler Husten Gordy, David Jamahl Listenbee, Peter Henry Schroeder III \| 3 \| Bretonne Nolwenn Leroy \| \| Give Me Everything Pitbull feat. Ne-Yo, Afrojack & Nayer Musik: Nick L. van de Wall; Text: Shaffer Smith, Armando Christian Pérez \| 4 \| Selah Sue \| \| Sweat Snoop Dogg vs. David Guetta Calvin Broadus, Niles Holowell-Dhar, David Singer Vine \| 5 \| Le meilleur des Enfoirés – 20 ans Les Enfoirés \| \| L’horloge tourne Mickaël Miro Musik: Mickaël Cohen; Text: Mareike Plota, Mickaël Cohen \| 6 \| Philharmonics Agnes Obel \| \| I Follow Rivers Lykke Li Richard W. Nowels Jr., Björn Daniel Arne Yttling, Li Lykke Timotej Zachrisson \| 7 \| Zaz \| \| Set Fire to the Rain Adele Fraser Lance Thorneycroft Smith, Adele Laurie Blue Adkins \| 8 \| The Beginning The Black Eyed Peas \| \| On the Floor Jennifer Lopez feat. Pitbull Armando Christian Perez, Nadir Khayat, Gonzalo Hermosa Gonzáles, Ulises Hermosa Gonzáles, Kinda Vivianne Hamid, Bilal Hajji, Achraf Jannusi, Geraldo Jacop Sandell \| 9 \| Bleu noir Mylène Farmer \| \| Someone like You Adele Adele Laurie Blue Adkins, Daniel D. Wilson \| 10 \| Nothing but the Beat David Guetta \| |                                                  |                                                  |                                                  |          |
| ← 2010 |                                                  |                                                  |                                                  | → 2012 → |
| Singles | Position#                                        | Alben                                            |                                                  |          |
| Rolling in the Deep Adele Paul Richard Epworth, Adele Laurie Blue Adkins | 1                                                | 21 Adele                                         |                                                  |          |
| Somewhere over the Rainbow / What a Wonderful World Israel Kamakawiwoʻole Harold Arlen, George Douglas, E. Y. Harburg, George David Weiss | 2                                                | 2011: Dans l’œil des Enfoirés Les Enfoirés       |                                                  |          |
| Party Rock Anthem LMFAO feat. Lauren Bennett & GoonRock Stefan Kendal Gordy, Skyler Husten Gordy, David Jamahl Listenbee, Peter Henry Schroeder III | 3                                                | Bretonne Nolwenn Leroy                           |                                                  |          |
| Give Me Everything Pitbull feat. Ne-Yo, Afrojack & Nayer Musik: Nick L. van de Wall; Text: Shaffer Smith, Armando Christian Pérez | 4                                                | Selah Sue                                        |                                                  |          |
| Sweat Snoop Dogg vs. David Guetta Calvin Broadus, Niles Holowell-Dhar, David Singer Vine | 5                                                | Le meilleur des Enfoirés – 20 ans Les Enfoirés   |                                                  |          |
| L’horloge tourne Mickaël Miro Musik: Mickaël Cohen; Text: Mareike Plota, Mickaël Cohen | 6                                                | Philharmonics Agnes Obel                         |                                                  |          |
| I Follow Rivers Lykke Li Richard W. Nowels Jr., Björn Daniel Arne Yttling, Li Lykke Timotej Zachrisson | 7                                                | Zaz                                              |                                                  |          |
| Set Fire to the Rain Adele Fraser Lance Thorneycroft Smith, Adele Laurie Blue Adkins | 8                                                | The Beginning The Black Eyed Peas                |                                                  |          |
| On the Floor Jennifer Lopez feat. Pitbull Armando Christian Perez, Nadir Khayat, Gonzalo Hermosa Gonzáles, Ulises Hermosa Gonzáles, Kinda Vivianne Hamid, Bilal Hajji, Achraf Jannusi, Geraldo Jacop Sandell | 9                                                | Bleu noir Mylène Farmer                          |                                                  |          |
| Someone like You Adele Adele Laurie Blue Adkins, Daniel D. Wilson | 10                                               | Nothing but the Beat David Guetta                |                                                  |          |